# Tournoi de clôture du championnat d'Argentine de football 2001
Navigation
Tournoi précédent Tournoi suivant
Le tournoi de clôture de la saison 2001 du Championnat d'Argentine de football est le second tournoi semestriel de la 71e édition du championnat de première division en Argentine. Les vingt équipes sont regroupées au sein d'une poule unique où elles affrontent une fois chacun de leurs adversaires. Un classement cumulé sur les trois dernières années permet de déterminer les deux équipes reléguées à l'issue du tournoi ainsi que les deux formations engagées en barrage de promotion-relégation, mis en place à partir de cette saison.
C'est le club de San Lorenzo de Almagro qui remporte le tournoi après avoir terminé en tête du classement final, avec six points d'avance sur River Plate et dix-sept sur le tenant du titre, Boca Juniors. C'est le treizième titre de champion d'Argentine de l'histoire du club, le premier depuis la victoire lors du tournoi de Clôture 1995.

## Qualifications continentales
L'Argentine dispose de 5 places en Copa Libertadores. Elles reviennent aux vainqueurs des tournois Ouverture et Clôture ainsi qu'aux meilleures équipes du classement cumulé des deux tournois. En ce qui concerne la Copa Mercosur, seule autre compétition continentale à la suite de la disparition de la Copa CONMEBOL, la fédération argentine peut aligner 6 équipes qui sont les six premières du même classement cumulé. Comme les deux compétitions continentales sont disputées à six mois d'intervalle, un club peut donc s'engager dans les deux coupes.

## Les clubs participants
| \| Buenos Aires La Plata Rosario Santa Fe Córdoba \| Villes représentées lors de la saison 2000-2001 |
| Buenos Aires La Plata Rosario Santa Fe Córdoba                                                       |

- Talleres (Córdoba)
- Argentinos Juniors
- Gimnasia y Esgrima (La Plata)
- Rosario Central
- Unión (Santa Fe)
- Boca Juniors
- Colón (Santa Fe)
- Belgrano (Córdoba)
- Independiente
- Lanús
- Newell's Old Boys (Rosario)
- Chacarita Juniors
- Racing Club
- San Lorenzo de Almagro
- Estudiantes (La Plata)
- River Plate
- Vélez Sársfield
- Huracán
- Los Andes
- Almagro

## Compétition
Le barème utilisé pour établir le classement est le suivant :
- Victoire : 3 points
- Match nul : 1 point
- Défaite : 0 point

### Classement
| Rang | Équipe                        | Pts | J  | G  | N | P  | Bp | Bc | Diff |
| ---- | ----------------------------- | --- | -- | -- | - | -- | -- | -- | ---- |
| 1    | San Lorenzo de Almagro        | 47  | 19 | 15 | 2 | 2  | 43 | 17 | +26  |
| 2    | River Plate                   | 41  | 19 | 13 | 2 | 4  | 48 | 27 | +21  |
| 3    | Boca JuniorsT                 | 30  | 19 | 8  | 6 | 5  | 29 | 26 | +3   |
| 4    | Argentinos Juniors            | 30  | 19 | 8  | 5 | 6  | 27 | 22 | +5   |
| 5    | Racing Club                   | 29  | 19 | 7  | 8 | 4  | 21 | 20 | +1   |
| 6    | Chacarita Juniors             | 29  | 19 | 8  | 5 | 6  | 21 | 25 | -4   |
| 7    | Huracán                       | 28  | 19 | 8  | 4 | 7  | 28 | 28 | 0    |
| 8    | Vélez Sársfield               | 27  | 19 | 7  | 6 | 6  | 25 | 24 | +1   |
| 9    | Estudiantes (La Plata)        | 27  | 19 | 7  | 6 | 6  | 23 | 24 | -1   |
| 10   | Almagro                       | 26  | 19 | 7  | 5 | 7  | 27 | 27 | 0    |
| 11   | Talleres (Córdoba)            | 25  | 19 | 7  | 4 | 8  | 23 | 23 | 0    |
| 12   | Newell's Old Boys (Rosario)   | 24  | 19 | 7  | 3 | 9  | 27 | 28 | -1   |
| 13   | Colón (Santa Fe)              | 23  | 19 | 6  | 5 | 8  | 21 | 27 | -6   |
| 14   | Lanús                         | 22  | 19 | 6  | 4 | 9  | 28 | 30 | -2   |
| 15   | Unión (Santa Fe)              | 20  | 19 | 5  | 5 | 9  | 32 | 36 | -4   |
| 16   | Belgrano (Córdoba)            | 20  | 19 | 5  | 5 | 9  | 18 | 26 | -8   |
| 17   | Independiente                 | 19  | 19 | 5  | 4 | 10 | 18 | 21 | -3   |
| 18   | Gimnasia y Esgrima (La Plata) | 18  | 19 | 4  | 6 | 9  | 22 | 28 | -6   |
| 19   | Los Andes -3                  | 18  | 19 | 5  | 6 | 8  | 24 | 32 | -8   |
| 20   | Rosario Central               | 17  | 19 | 4  | 5 | 10 | 24 | 38 | -14  |

|  | Qualification directe pour la Copa Libertadores 2002 |
|  | T : Tenant du titre                                  |

### Classement cumulé
Un classement cumulé des tournois Ouverture et Clôture permet de déterminer les équipes qualifiées pour la Copa Libertadores 2002 et la Copa Mercosur 2001.
| Rang | Équipe                        | Pts | J  | G  | N  | P  | Bp | Bc | Diff |
| ---- | ----------------------------- | --- | -- | -- | -- | -- | -- | -- | ---- |
| 1    | San Lorenzo de AlmagroClo     | 81  | 38 | 25 | 6  | 7  | 76 | 35 | +41  |
| 2    | River Plate                   | 78  | 38 | 23 | 9  | 6  | 89 | 51 | +38  |
| 3    | Boca JuniorsOuv C1            | 71  | 38 | 20 | 11 | 7  | 64 | 45 | +19  |
| 4    | Talleres (Córdoba)            | 61  | 38 | 18 | 7  | 13 | 55 | 44 | +11  |
| 5    | Vélez Sarsfield               | 56  | 38 | 14 | 14 | 10 | 51 | 45 | +6   |
| 6    | Estudiantes (La Plata)        | 56  | 38 | 14 | 14 | 10 | 45 | 41 | +4   |
| 7    | Chacarita Juniors             | 56  | 38 | 16 | 8  | 14 | 40 | 49 | -9   |
| 8    | Huracán                       | 55  | 38 | 14 | 13 | 11 | 54 | 49 | +5   |
| 9    | Gimnasia y Esgrima (La Plata) | 55  | 38 | 15 | 10 | 13 | 58 | 57 | +1   |
| 10   | Club Atlético Colón           | 49  | 38 | 13 | 10 | 15 | 50 | 50 | 0    |
| 11   | Newell's Old Boys (Rosario)   | 48  | 38 | 12 | 12 | 14 | 45 | 51 | -6   |
| 12   | Unión (Santa Fe)              | 46  | 38 | 11 | 13 | 14 | 55 | 57 | -2   |
| 13   | Lanús                         | 43  | 38 | 11 | 10 | 17 | 52 | 56 | -4   |
| 14   | Argentinos Juniors            | 43  | 38 | 10 | 13 | 15 | 45 | 50 | -5   |
| 15   | Independiente                 | 42  | 38 | 11 | 9  | 18 | 42 | 44 | -2   |
| 16   | Rosario Central               | 41  | 38 | 10 | 11 | 17 | 52 | 69 | -17  |
| 17   | Racing Club                   | 40  | 38 | 8  | 16 | 14 | 33 | 50 | -17  |
| 18   | Almagro                       | 39  | 38 | 9  | 12 | 17 | 45 | 58 | -13  |
| 19   | Belgrano (Córdoba)            | 37  | 38 | 8  | 13 | 17 | 40 | 57 | -17  |
| 20   | Los Andes                     | 30  | 38 | 8  | 9  | 21 | 45 | 78 | -33  |

|  | Qualification directe pour la Copa Libertadores 2002 et pour la Copa Mercosur 2001                                                 |
|  | Qualification directe pour la Copa Mercosur 2001                                                                                   |
|  | Ouv : Vainqueur du tournoi d'Ouverture 2000 Clo : Vainqueur du tournoi de Clôture 2001 C1 : Vainqueur de la Copa Libertadores 2001 |

- Le Independiente est invité par la CONMEBOL à participer à la Copa Mercosur 2001, en dehors de toute qualification sportive.

### Table de relégation
Un classement cumulé des trois dernières saisons du championnat permet de déterminer les deux équipes reléguées en Primera B et les deux qui doivent disputer un barrage de promotion-relégation. 
| Rang | Équipe                        | Pts   | J   | G | N | P | Bp | Bc | Diff |
| ---- | ----------------------------- | ----- | --- | - | - | - | -- | -- | ---- |
| 1    | Boca JuniorsOuv               | 2,052 | 114 |   |   |   |    |    |      |
| 2    | River Plate                   | 1,956 | 114 |   |   |   |    |    |      |
| 3    | San Lorenzo de AlmagroClo     | 1,850 | 114 |   |   |   |    |    |      |
| 4    | Gimnasia y Esgrima (La Plata) | 1,456 | 114 |   |   |   |    |    |      |
| 5    | Huracán                       | 1,447 | 38  |   |   |   |    |    |      |
| 6    | Rosario Central               | 1,438 | 114 |   |   |   |    |    |      |
| 7    | Talleres (Córdoba)            | 1,429 | 114 |   |   |   |    |    |      |
| 8    | Vélez Sarsfield               | 1,429 | 114 |   |   |   |    |    |      |
| 9    | Newell's Old Boys (Rosario)   | 1,359 | 114 |   |   |   |    |    |      |
| 10   | Independiente                 | 1,350 | 114 |   |   |   |    |    |      |
| 11   | Colón (Santa Fe)              | 1,342 | 114 |   |   |   |    |    |      |
| 12   | Chacarita Juniors             | 1,328 | 76  |   |   |   |    |    |      |
| 13   | Unión (Santa Fe)              | 1,315 | 114 |   |   |   |    |    |      |
| 14   | Lanús                         | 1,236 | 114 |   |   |   |    |    |      |
| 15   | Estudiantes (La Plata)        | 1,228 | 114 |   |   |   |    |    |      |
| 16   | Racing Club                   | 1,228 | 114 |   |   |   |    |    |      |
| 17   | Argentinos Juniors            | 1,149 | 114 |   |   |   |    |    |      |
| 18   | Belgrano (Córdoba)            | 1,052 | 114 |   |   |   |    |    |      |
| 19   | Almagro                       | 1,026 | 38  |   |   |   |    |    |      |
| 20   | Los Andes                     | 0,789 | 38  |   |   |   |    |    |      |

|  | Participation au barrage de promotion-relégation                                       |
|  | Relégation directe en Primera B                                                        |
|  | Ouv : Vainqueur du tournoi d'Ouverture 2000 Clo : Vainqueur du tournoi de Clôture 2001 |

### Barrage de promotion-relégation
| Équipe 1                 | Résultat | Équipe 2                | Aller | Retour |
| ------------------------ | -------- | ----------------------- | ----- | ------ |
| Quilmes (D2)             | 1 - 1    | Belgrano (Córdoba) (D1) | 1 - 0 | 0 - 1  |
| Instituto (Córdoba) (D2) | 0 - 3    | Argentinos Juniors (D1) | 0 - 0 | 0 - 3  |

## Bilan de la saison
| Championnat d'Argentine de football 2001 | |
| Champion                                 | San Lorenzo de Almagro (13e titre)                                                                   |
| Coupes et trophées                       | |
| Vainqueur de la Coupe d'Argentine 2001   | Non disputée                                                                                         |
| Qualifications continentales             | |
| Copa Libertadores 2002                   | Boca Juniors (tenant du titre) River Plate San Lorenzo de Almagro Talleres (Córdoba) Vélez Sarsfield |
| Copa Mercosur 2001                       | Boca Juniors River Plate San Lorenzo de Almagro Talleres (Córdoba) Vélez Sarsfield Independiente     |
| Promotions et relégations                | |
| Promus en Primera Division               | Banfield Nueva Chicago                                                                               |
| Relégués en Primera B Nacional           | Almagro Los Andes                                                                                    |